# Liste des évêques d'Arundel et Brighton
L'évêque d'Arundel et Brighton est le titulaire du diocèse d'Arundel et Brighton au sein de l'Église catholique en Angleterre et au pays de Galles. Le diocèse a été érigé en 1965 à partir d'une portion du territoire du diocèse de Southwark. Le diocèse fait partie de la province ecclésiastique de Southwark qui compte trois autres diocèses : Southwark, Plymouth et Portsmouth. La cathédrale diocésaine est la cathédrale Notre-Dame-et-Saint-Philip-Howard d'Arundel.
| Portrait | Armoiries | Épiscopat   | Titulaire              | Notes                                                                          |
| -------- | --------- | ----------- | ---------------------- | ------------------------------------------------------------------------------ |
|          |           | 1965 à 1971 | David Cashman          | auparavant évêque auxiliaire de Westminster                                    |
|          |           | 1971 à 1977 | Michael Bowen          | il était coadjuteur depuis 1970 ; en 1977 il est nommé archevêque de Southwark |
|          |           | 1977 à 2000 | Cormac Murphy-O'Connor | en 2000, il est nommé archevêque de Westminster                                |
|          |           | 2001 à 2014 | Kieran Conry           |                                                                                |
|          |           | depuis 2015 | Richard Moth           | Précédemment ordinaire militaire pour le Royaume-Uni                           |

## Source
- (en) Catholic Hierarchy - Diocese of Arundel and Brighton